# Eriauchenius tsingyensis
Eriauchenius tsingyensis là một loài nhện trong họ Archaeidae. Loài này phân bố ở Madagascar.